# 鸡冠蛇
鸡冠蛇是中国民间传说中和古籍上记载的一种神秘生物。在中国东部、南部广大地区都有它的传说。民间传说认为，鸡冠蛇长有类似公鸡的肉冠，体色不一，可直立上身，发出怪声，叫声如母鸡，会腾空飞行。
虎斑颈槽蛇、变色树蜥的俗名也叫“鸡冠蛇”。

## 出典
《录异记》中记载：
鸡冠蛇，头如雄鸡有冠。身长尺余，围可数寸，中人必死，会稽山下有之。